# Beths dagbog
Beths dagbog er en portrætfilm fra 2006 instrueret af Kent Klich, Mikala Krogh.

## Handling
Beth er i tvivl, om hun elsker sin kæreste Kim, som hun har været sammen med i 10 år. Og hun er i tvivl, om hun har lyst til at tage til sin mors 80 års fødselsdag. Gennem et år har Beth brugt et videokamera som dagbog; når hun vågner efter mareridt, når hun spiser morgenmad, når hun snakker med fiskene i akvariet, og når hun med stor modstand opsøger sin mor efter mange års adskillelse. Over for kameraet udfolder Beth en historie om kærlighed, stofmisbrug og gentagne seksuelle overgreb. Stillbilledefotograf Kent Klich har gennem 20 år dokumenteret Beths tidligere liv som narkoman og prostitueret. I en kombination af animerede stillbilleder og Beths egne dagbogsoptagelser tegner filmen et nuanceret billede af en kvinde, der kæmper for at tro på, at hun er værd at elske.